# Pristimantis restrepoi
Espèce
Synonymes
- Eleutherodactylus restrepoi Lynch, 1996

Statut de conservation UICN

 LC  : Préoccupation mineure
Pristimantis restrepoi est une espèce d'amphibiens de la famille des Craugastoridae.

## Répartition
Cette espèce est endémique du versant Ouest de la cordillère Occidentale en Colombie. Elle se rencontre dans les départements d'Antioquia et de Chocó entre 1 790 et 2 100 m d'altitude.

## Étymologie
Cette espèce est nommée en l'honneur de Sergio Restrepo Jaramillo (1939–1989).

## Publication originale
- Lynch, 1996 : New frogs of the genus Eleutherodactylus (family Leptodactylidae) from the San Antonio region of the Colombian Cordillera Occidental. Revista de la Academia Colombiana de Ciencias Exactas Fisicas y Naturales, vol. 20, no 77, p. 331-345.